# Cristoforo Madruzzo

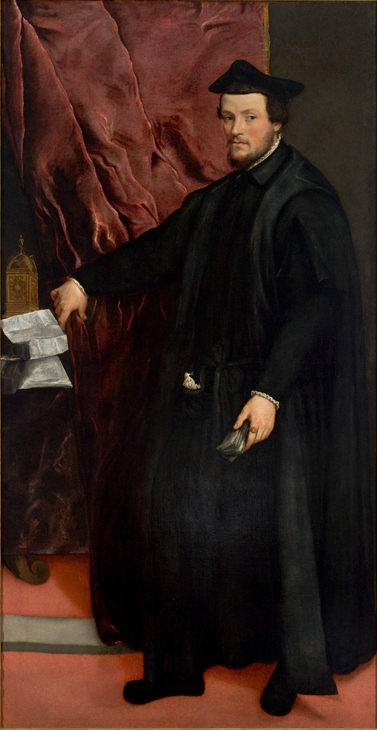
Cristoforo Madruzzo, gemalt von Tizian (1552)

Cristoforo Madruzzo (* 5. Juli 1512 auf Castel Madruzzo in Calavino; † 5. Juli 1578 in Tivoli), in älteren Quellen deutsch meist Christoph von Madruzz, war ein Kardinal in der Renaissancezeit sowie Fürstbischof von Trient und Brixen. Er war der erste von vier Bischöfen von Trient, die aufeinander folgend aus der Familie Madruzzo kamen.

## Leben

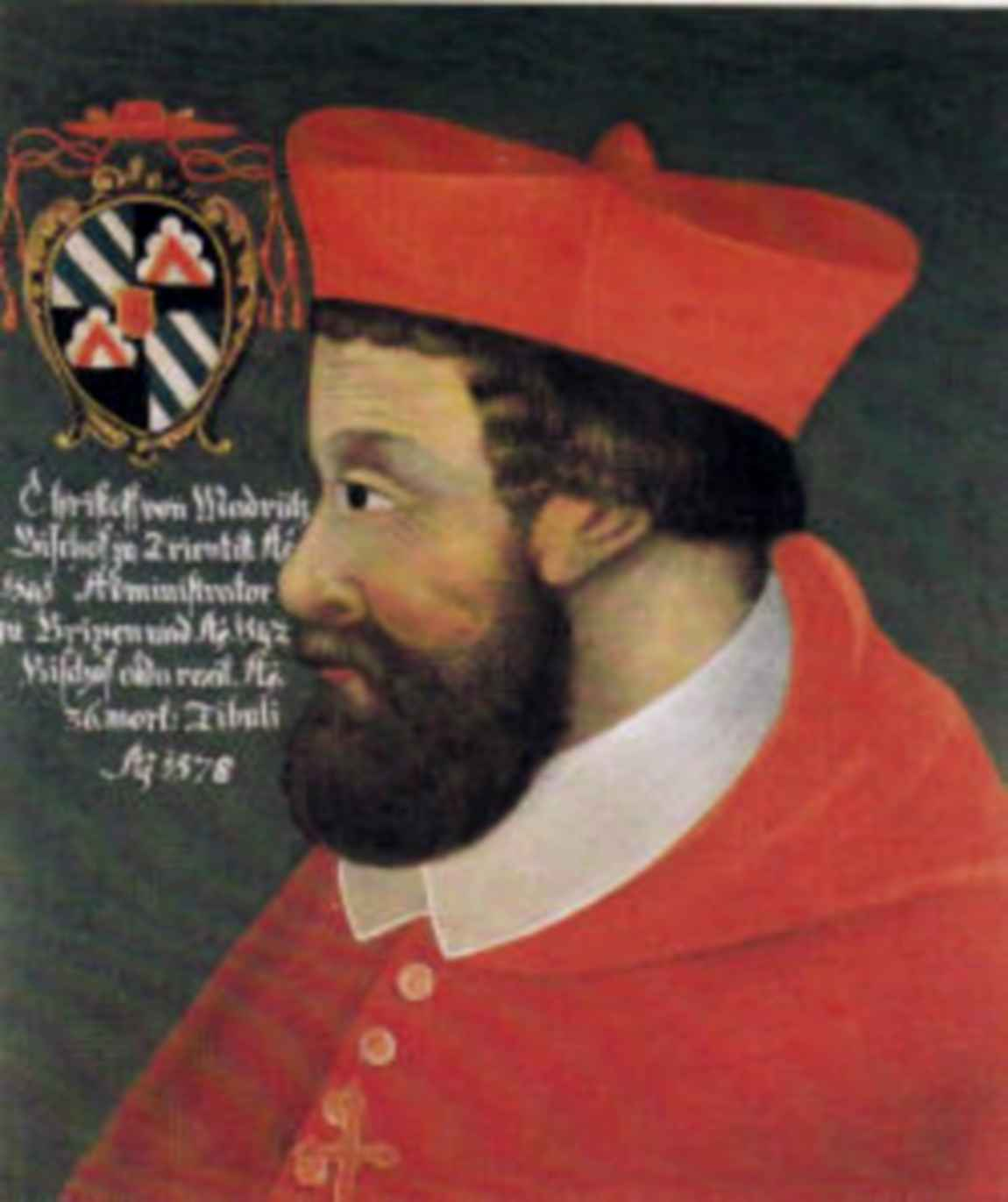
Kardinal Madruzzo mit seinem Amtswappen (oben links; Gemälde, 16. Jahrhundert)

Madruzzo entstammte der alten Trientiner Adelsfamilie Madruzzo. Sein Vater Giovanni Gaudenzio Freiherr von Madruzzo (Madrutz) war Mitglied des Geheimen Ratskollegiums von Ferdinand I. sowie Hofmeister von dessen Söhnen. Sein enger Freund, Kardinal Bernhard von Cles, Fürstbischof von Trient, entsandte ihn unter anderem auf den Reichstag zu Worms (1521).
Cristoforo Madruzzo studierte an den Universitäten Padua und Bologna Theologie und stieg in der Kirchenhierarchie schnell empor. 1539 wurde er zum Fürstbischof von Trient ernannt, 1542 spendete ihm der Brixener Bischof Christoph Fuchs von Fuchsberg die Bischofsweihe und nach dessen Tod wurde Madruzzo zusätzlich zum Bischof von Brixen ernannt. 1542 erfolgte seine Erhebung zum Kardinal in pectore, was erst 1545 veröffentlicht wurde. Er erhielt zunächst die Titelkirche San Cesareo in Palatio, wechselte aber 1560 als Kardinalpriester zunächst nach San Crisogono und kurz darauf nach Santa Maria in Trastevere.

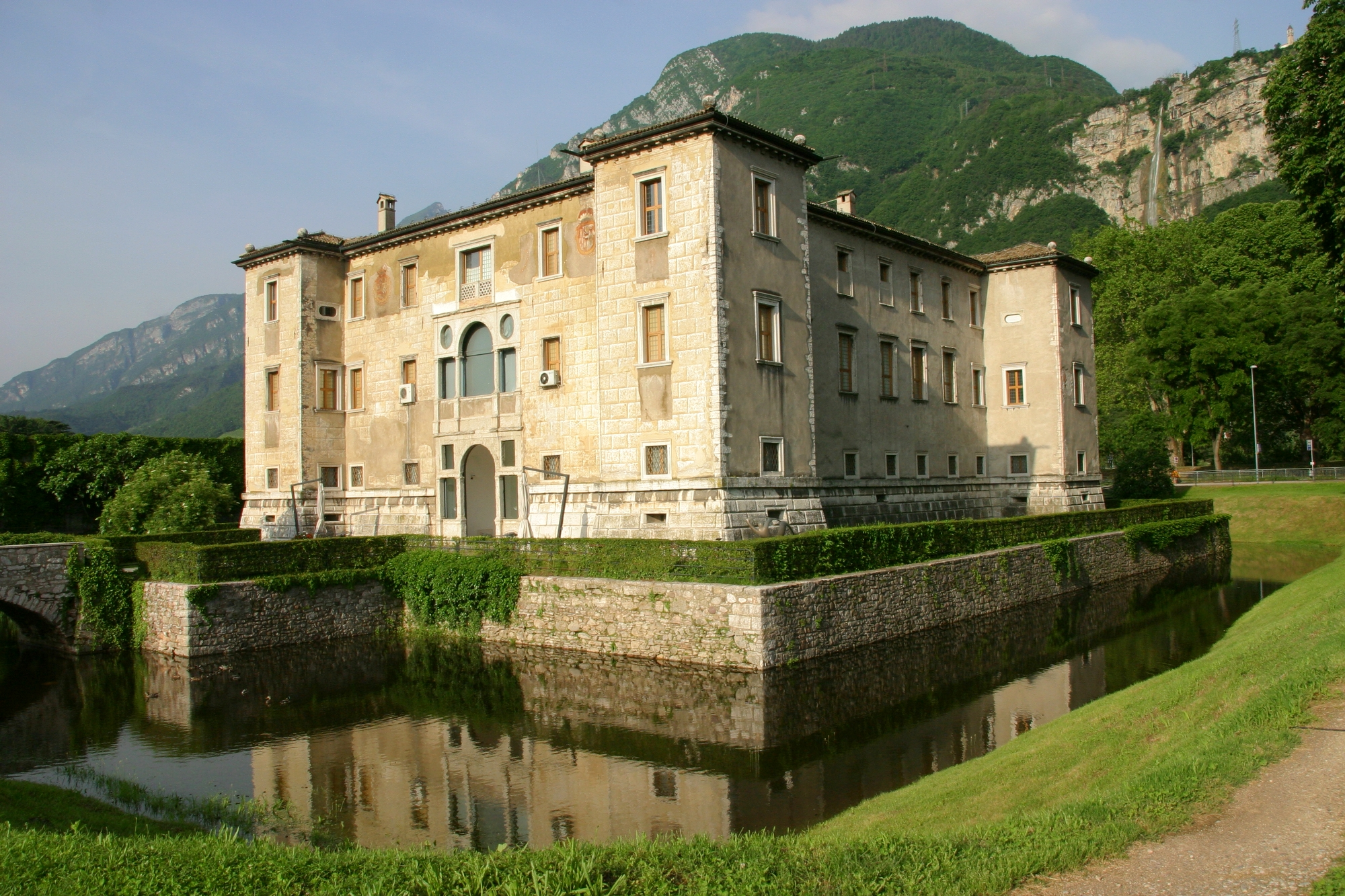
Palazzo delle Albere, Trient

Madruzzos wichtigste Leistung als Bischof war die Eröffnung und der Schutz des Konzil von Trient (1545–1563). Madruzzo war im Wesentlichen ein Politiker und ein treuer Helfer der Habsburger. Während des Konzils empfing er König Philipp II. von Spanien, Herzog Emanuel Philibert von Savoyen und andere Würdenträger nicht nur im fürstbischöflichen Castello del Buonconsiglio, sondern auch in dem von ihm eigens zu diesem Anlass neu erbauten Palazzo delle Albere bei Trient. Er ließ auch das Familienschloss Castel Nanno ab 1531 neu aufbauen und errichtete 1561 in Soriano nel Cimino, das er als Lehen im Kirchenstaat erhalten hatte, eine Villa.
1556 ernannte ihn Philipp II. zum Gouverneur von Mailand. Im Jahre 1567 verließ er diesen Posten und trat von seinem bischöflichen Stuhl in Trient zugunsten seines Neffen Giovanni Ludovico Madruzzo (1532–1600) zurück, der seit 1550 Koadjutor mit dem Recht der Nachfolge war. Bis zu seinem Tod amtierte er als Fürstbischof von Brixen.
Cristoforo Madruzzo erlangte nach 1560 als Kardinalbischof nacheinander die suburbikarischen Bistümer Albano (1561), Sabina (1562), Palestrina (1564) und Porto e Santa Rufina (1570). Er war Teilnehmer an sechs Papstwahlen, nämlich den Konklaven von 1549/50, vom April 1555, vom Mai 1555, von 1559, von 1565/1566 und 1572.
Die Söhne seiner Schwester Katharina († 1551), Johann Thomas von Spaur (1528–1591) und Christoph Andreas von Spaur (1543–1613) folgten ihm als Fürstbischöfe von Brixen.
Sein Grabmal befindet sich in der Familien-Kapelle der Madruzzo in der Kirche Sant’Onofrio al Gianicolo in Rom.

## Wirkungsgeschichte

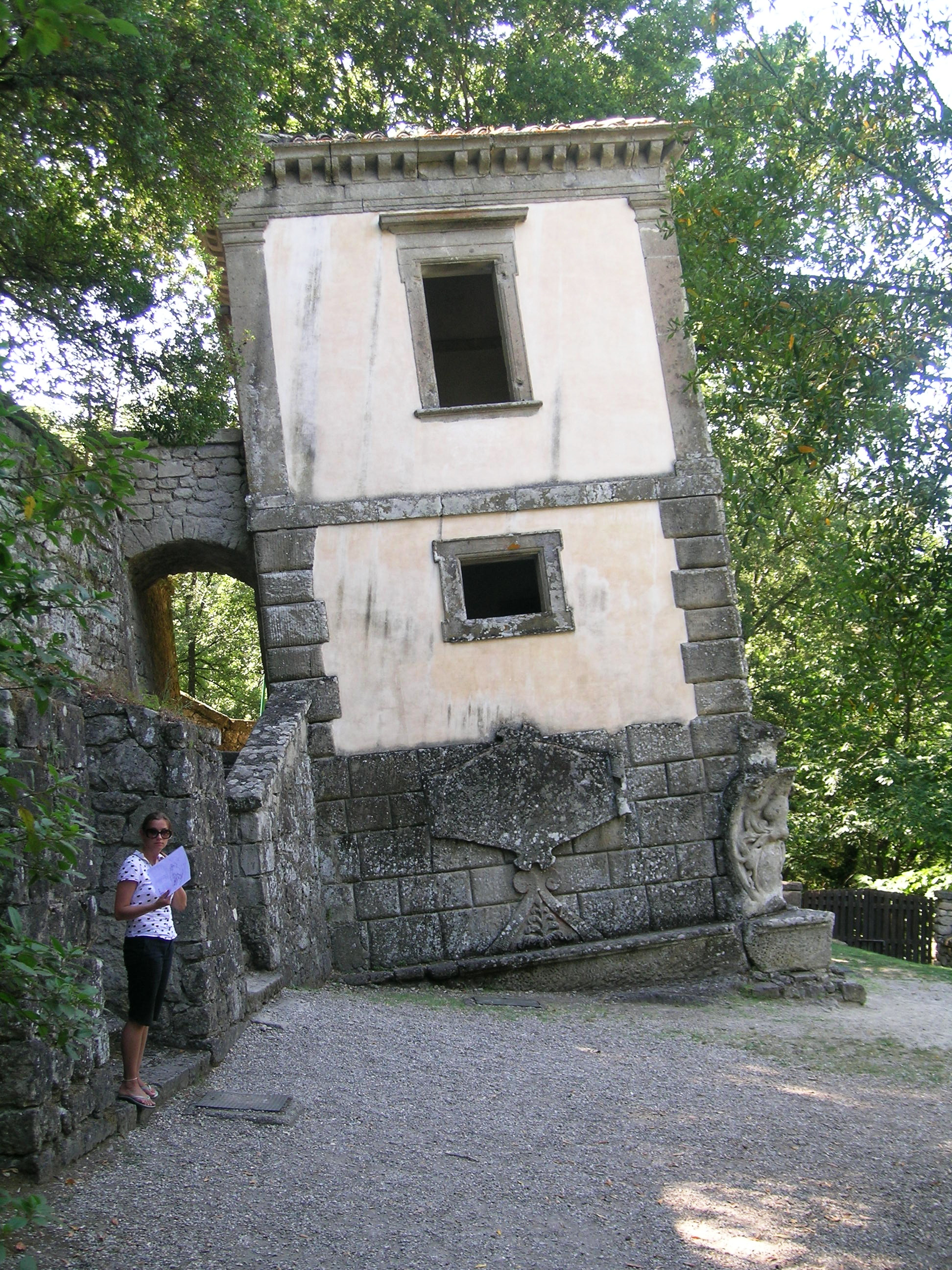
Das Schiefe Haus im Park von Bomarzo

Madruzzo war mit Vicino Orsini, dem Schöpfer des Sacro Bosco bei Bomarzo befreundet. Im Schiefen Haus des Gartens findet sich eine Widmungsinschrift: Animus quiescendo fit prudentior ergo – Cristoforo Madruzzo principi Tridentino dedicato (Durch Ruhigwerden wird mein Geist weiser, deshalb dem Christoph Madruzz, dem Fürsten von Trient, gewidmet).
In der Oper Palestrina von Hans Pfitzner tritt Madruzzo als „Christoph Madruscht“ auf.